# الیور استنگ
الیور استنگ (انگلیسی: Oliver Stang؛ زادهٔ ۲۶ ژوئن ۱۹۸۸) بازیکن فوتبال اهل آلمان است.
از باشگاه‌هایی که در آن بازی کرده‌است می‌توان به باشگاه فوتبال اسنابروک و باشگاه فوتبال بروسیا مونشن‌گلادباخ اشاره کرد.